# Genogram

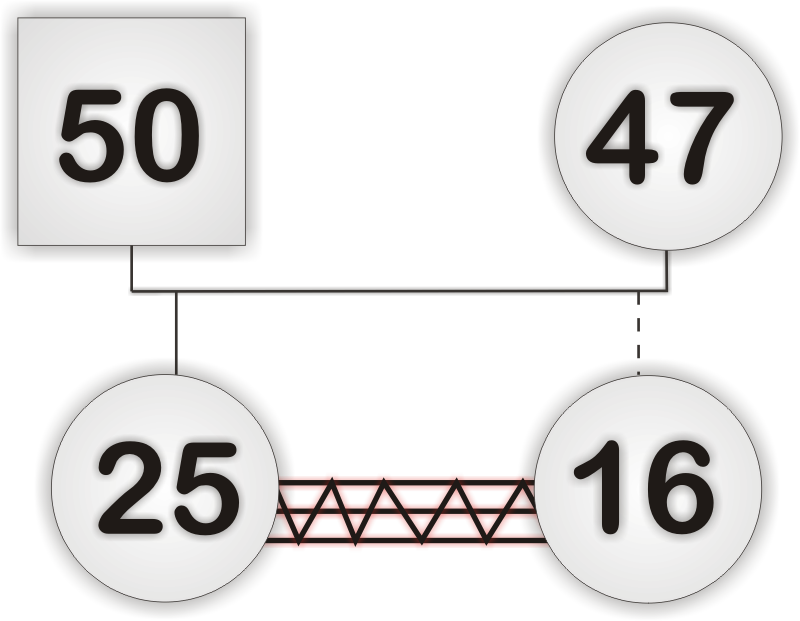
Przykład: małżeństwo z dwiema córkami – naturalną w wieku 25 lat i adoptowaną w wieku lat 16. Relacje między rodzeństwem są ambiwalentne

Genogram – graficzny schemat przekazów transgeneracyjnych w rodzinie, podobny do drzewa genealogicznego. Ilustruje związki i relacje między krewnymi oraz ważne daty z życia członków rodziny. Informuje też o wizji życia rodzinnego jakie dana osoba otrzymała od swojej rodziny, wskazując prawdopodobne przyczyny jej aktualnej sytuacji życiowej.
Genogram stosuje się przede wszystkim w pracy socjalnej z rodzinami, systemowej terapii rodzinnej, a także psychoterapii w celu diagnozy relacji w rodzinie oraz łatwego dekodowania. Metoda szczególne stosowana w ramach podejścia systemowego w diagnozie rodziny.
Genogram umożliwia poznanie dysfunkcyjnych „tradycji” rodzinnych, nieświadomie przekazywanych z pokolenia na pokolenie, takich jak trudności w związkach interpersonalnych, tendencje poligamiczne, alkoholizm. Pozwala także mniemać o wizji własnego życia badanej osoby, przekazanej przez rodzinę.

## Symbolika
- Opisuje się daty urodzin i śmierci, przyczyny śmierci, daty zawierania i rozpadu małżeństw, charakterystyczne cechy, ważne wydarzenia, zaburzenia psychiczne, uzależnienia, urazy psychiczne, relacje interpersonalne.

| Symbole podstawowe      | Symbole podstawowe                                                                                     |
| Symbol                  | Znaczenie                                                                                              |
| ----------------------- | --- |
| mężczyzna               | mężczyzna                                                                                              |
|                         | mężczyzna w wieku 32 lat                                                                               |
| kobieta                 | kobieta                                                                                                |
|                         | kobieta w wieku 28 lat                                                                                 |
|                         | osoba zmarła                                                                                           |
|                         | osoba, której płeć jest nieznana                                                                       |
| Relacje interpersonalne | |
| Symbol                  | Relacja                                                                                                |
| obojętność              | obojętność                                                                                             |
| harmonia                | harmonia w relacjach                                                                                   |
| bliskie relacje         | bliskie relacje                                                                                        |
| bardzo bliskie relacje  | bardzo bliskie relacje (w negatywnym znaczeniu, tzn. „relacja naduwikłana” – zbyt bliska emocjonalnie) |
| miłość                  | miłość                                                                                                 |
| zakochanie              | zakochanie                                                                                             |
| dystans                 | dystans emocjonalny                                                                                    |
| niezgoda                | niezgoda                                                                                               |
| nienawiść               | nienawiść                                                                                              |
| konflikt                | konflikt                                                                                               |
| zerwany kontakt         | zerwany kontakt, ostre odcięcie się                                                                    |
| Relacje ambiwalentne    | relacje ambiwalentne                                                                                   |
| brak zaufania           | brak zaufania                                                                                          |
|                         | nadużycie                                                                                              |
|                         | nadużywanie emocjonalne                                                                                |
|                         | nadużywanie fizyczne                                                                                   |
| nadużywanie seksualne   | nadużywanie seksualne                                                                                  |
| przemoc                 | przemoc                                                                                                |
| lekceważenie            | lekceważenie w formie wyjątkowo przykrej (jako forma nadużycia)                                        |
| manipulacja             | manipulacja                                                                                            |
| kontrolowanie           | nadmierne kontrolowanie                                                                                |
| skupienie uwagi         | skupienie uwagi                                                                                        |
| admiracja               | admiracja                                                                                              |

| Powiązania     | Powiązania                                             |
| Symbol         | Powiązanie                                             |
| -------------- | ------------------------------------------------------ |
|                | małżeństwo                                             |
|                | rozwód                                                 |
|                | separacja                                              |
|                | separacja faktyczna                                    |
|                | separacja formalna, orzeczona przez sąd                |
|                | unieważnienie małżeństwa                               |
|                | narzeczeństwo                                          |
|                | narzeczeństwo kohabitujące                             |
|                | narzeczeństwo w separacji                              |
|                | długotrwały związek nieformalny                        |
|                | rejestrowany związek partnerski                        |
|                | partnerzy związku rejestrowanego w separacji           |
|                | partnerzy związku rejestrowanego w formalnej separacji |
|                | krótkotrwała relacja                                   |
|                | relacje tymczasowe lub jednorazowe                     |
|                | romans poza związkiem                                  |
| Ciąża i dzieci |                                                        |
| Symbol         | znaczenie                                              |
|                | ciąża                                                  |
|                | poronienie naturalne                                   |
|                | poronienie sztuczne                                    |
|                | bliźnięta                                              |
|                | bliźnięta jednojajowe                                  |
|                | adopcja                                                |
|                | wychowywanie osoby nieprzysposobionej formalnie        |

### Symbolika dodatkowa
W pracy warsztatowej z rodziną lub osobą nad genogramem można wykorzystywać również własne symbole – służące do oznaczania różnych ważnych aspektów życia rodziny – nie tylko jej struktury i relacji interpersonalnych – chociażby do oznaczania:
- choroby, w tym psychicznej (np. zakreskowana lewa połowa symbolu osoby),
- tendencji do alkoholizmu czy narkomanii (np. zakreskowana dolna połowa symbolu osoby),
- wyjście z nałogu, podjęcie terapii (np. wykropkowana dolna połowa symbolu osoby),
- występowania przemocy,
- homoseksualizmu (np. wewnątrz figury osoby wpisany jest trójkąt).

Osoby zamieszkujące razem oznaczamy otaczając je wszystkie pętlą.

## Informacje o rodzinie
Wokół symboli osób przy pracy, tą metodą warto zapisywać ważne informacje dotyczące poszczególnych osób czy relacji. Mogą to być:
- przy osobach:
  - zawód, wykształcenie, praca wykonywana
  - okres pozostawania bez pracy
  - długość przebywania na emigracji zarobkowej
  - rodzaj i czas trwania uzależnienia lub choroby, wiek w chwili jej rozpoczęcia
  - wiek płodu w przypadku ciąży (w momencie rysowania genogramu) lub w chwili poronienia
- przy relacjach:
  - data zawarcia ślubu lub ogłoszenia rozwodu, separacji
  - rodzaj zawartego małżeństwa – cywilne czy sakramentalne
  - okresu powstania danej relacji – np. wrogości czy odcięcia